# Tarkshya
Tarkshya est, dans le védisme, un cheval personnifiant le soleil, probablement ailé. Il semble avoir reçu ce rôle et ce symbolisme à des époques très anciennes : lors de ses études, Keith conclut que Tarkshya devait avoir ce rôle sous la forme d'un cheval assez proche de Dadhikra ou Dadhikravan un premier temps, comme l'atteste l'épithète áriṣṭa-nemi « with intact wheel-rims » (RV 1.89.6, RV 10.178.1). Il est ensuite présenté comme un oiseau (RV 5.51). Dans les textes védiques plus anciens, Tarkshya est même confondu avec Garuda, comme dans le Harivamsha et le Mahabharata. Il est aussi présenté comme le père de Garuda (Bhagavata Purana 6.6.2, 21), comptant parmi la progéniture de Kashyapa (Mahabharata 1.2548, 4830 et 12468). Il revêt une fonction de véhicule, selon le Bhattabhaskara, et comme monture de Surya, il se fait aussi connaître sous le nom d'Ashva, qui signifie simplement « cheval », ou encore celui d'Arishtanemi dans le Rigveda.